# Afantou
Afantou (řecky Αφάντου) je řecká obecní jednotka a město na ostrově Rhodos v Egejském moři v souostroví Dodekany. Do roku 2011 byla obcí. Nachází se v centrální části ostrova a u severovýchodního pobřeží, přičemž se skládá ze dvou územně oddělených částí. Na severu sousedí s obecní jednotkou Kallithea, na jihu s obecní jednotkou Archangelos a na západě s obecní jednotkou Kameiros. Je jednou z deseti obecních jednotek na ostrově.

## Obyvatelstvo
Obecní jednotka Afantou se skládá ze 2 komunit. V závorkách je uveden počet obyvatel komunit a sídel.
- Obecní jednotka Afantou (6911)
  - komunita Afantou (6329) — Afantou (6072), Kolymbia (257),
  - komunita Archipolis (582) — Archipolis (582)

Pod vesnici Archipolis spadá i 2 km vzdálený klášter Agios Nektarios Kryoneriou. 2 km západně od vesnice Kolymbia se nachází Sedm pramenů.